# Ruimtegolf
De ruimtegolf is de propagatie van elektromagnetische golven die worden afgebogen (gebroken) door de ionosfeer. Dit laat toe dat radiogolven, voornamelijk die in het frequentiegebied van de korte golf, teruggekaatst worden naar het aardoppervlak. Zodoende is het mogelijk om radiosignalen te versturen naar verafgelegen plaatsen.
Het brekingsgedrag van de korte golven aan de onderzijde van de ionosfeer is zowel afhankelijk van het uur van de dag, het jaargetijde, het refractievermogen van het aardoppervlak en de bodemgesteldheid, het watergehalte van de atmosfeer, de grondwaterspiegel en de geologische structuur van het aardoppervlak. De hoofdoorzaak voor het brekingsvermogen in de ionosfeer zijn de door de zon uitgezonden elektromagnetische golven en corpusculaire straling, welke een ioniserende werking heeft op de hogere regionen van de aardatmosfeer (de zonneflux).

## Rol van de ionosfeer

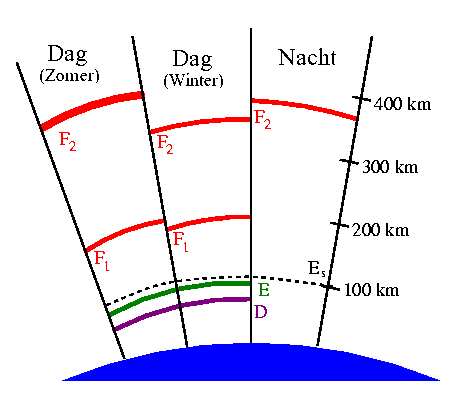
Opbouw van de ionosfeerlagen in afhankelijkheid van het uur en seizoen

De ionendichtheid is op de verscheidene hoogten boven de aarde niet constant. Deze vormen eerder lagen waarin in sommige lagen de dichtheid en daarmee het aantal vrije elektronen veel groter is dan in de tussenliggende lagen. In het begin van de 20e eeuw ontdekte Oliver Heaviside voor het eerst zo'n laag, die thans de E-laag genoemd wordt. Edward Victor Appleton ontdekte op grotere hoogte een wezenlijk sterker geïoniseerde laag die thans de F-laag genoemd wordt en voor de refractie van korte-golfsignalen van elementaire betekenis is. De hoogte van deze laag en de intensiteit van ionisering hangt zowel van het jaargetijde als van het uur van de dag af.
's Nachts, als de zonnestralen de aarde niet bereiken en daarmee de ionisatiebron ontbreekt worden verscheidene lagen door recombinatie van ionen en elektronen tot ongeladen atomen. De D-laag recombineert na zonsondergang vrij snel doordat deze zich het dichtst bij het aardoppervlak bevindt en de luchtdruk hier niet zo laag is. De E-laag lost enige uren na zonsondergang op. De F1- en F2-lagen versmelten 's nachts tot de F-laag doordat ionisatie gedurende de nachturen zwaar afneemt, maar niet volledig stopt.
Kortegolfsignalen moeten overdag de D- en E-laag passeren voor ze tegen de F2-laag kunnen refracteren. Ze ondergaan daar enige verstrooiing en absorptie van hun energie; met andere woorden ze worden gedempt en hun signaalsterkte wordt zwakker. 's Nachts, als de onderste ionosfeerlagen opgelost zijn treedt deze demping niet op. Middengolfsignalen en kortegolfsignalen met een betrekkelijk lage frequentie worden door de D-laag vrijwel geheel geabsorbeerd. Hierdoor is overdag geen propagatie als ruimtegolf mogelijk, maar 's nachts wel.
| Laag | Hoogte                  | Opmerking                                                    |
| ---- | ----------------------- | ------------------------------------------------------------ |
| D    | ca. 60 – 80 km          | overdag aanwezig, ionisatie overeenkomstig met de zonnestand |
| E    | ca. 100 – 130 km        | overdag aanwezig, ionisatie overeenkomstig met de zonnestand |
| Es   | ca. 100 km              | treedt sporadisch in de zomer op                             |
| F1   | ca. 200 km              | overdag aanwezig, versmelt 's nachts met de F2-laag          |
| F2   | ca. 250 -reflect 400 km | overdag en 's nachts aanwezig                                |

De refractie van elektromagnetische golven in de F2-laag kan verklaard worden met de wet van Snellius. Volgens deze wet wordt een elektromagnetische golf afgebogen bij overgang in een optisch dichter medium. De normaal is daarbij de loodlijn op de ionosfeerlaag die als het optisch dichtere medium fungeert. De invallende straling wordt opgebroken in meerdere kleine hoeken zodat totale refractie optreedt. De brekingsindex van de elektromagnetische straling is van hun frequentie afhankelijk. Hoe lager de frequentie, hoe sterker de breking. Voor korte-golfontvangst betekent dit dat de lagere frequenties beter gerefracteerd worden dan hogere frequenties. Overdag, gedurende de sterke ionisatie in de F2-laag, worden ook de hogere frequenties goed gerefracteerd.
In principe betekent een hogere energieinstraling betere refractie. Bovendien worden de hogere frequenties (bijvoorbeeld groter dan 10 MHz) beter gerefracteerd als de instraling verhoogd wordt. Daarbij dient zich een maximale grensfrequentie op die continu gemeten kan worden (Maximum Usable Frequency). Analoog hieraan is er ook een minimale grensfrequentie waaronder korte golven niet meer door de ionosfeer gerefracteerd worden. Deze wordt de Lowest Usable Frequency genoemd. Op bepaalde momenten kan in een regio op de wereld de LUF boven de MUF liggen, waardoor in deze regio tijdelijk geen korte-golfontvangst mogelijk is. Zo is het bijvoorbeeld rond het middaguur in Centraal-Europa niet mogelijk Zuid-Amerikaanse zenders te ontvangen.
De locatie waar de ionisatie maximaal is beweegt zich vanwege de aardrotatie van oost naar west over de aardbol. Door de stand van de aardas komen hierbij jaargetijden in beeld. Bij duisternis en in de nachturen zwakt de ionisatie langzaam weer af waarbij ook de MUF zakt. Verder heeft de zonnevlekactiviteit, die in een elfjarencyclus varieert, invloed op de ionisatie. Bijgevolg zijn er ook meteorologen die zendweerberichten opstellen.
De refractie is ook afhankelijk van de hoek waaronder de zender zendt. Zendantennes worden daarom met inachtneming van deze aspecten ontworpen en gebouwd. De kleinste opstraalhoek van een korte-golfantenne bedraagt circa 5 graden. De F2-laag wordt op een afstand van circa 1500 tot 2000 kilometer van de zender getroffen. Na de refractie kan het signaal vervolgens zo'n 3000 tot 4000 kilometer van de zender op het aardoppervlak ontvangen worden. Als de afstand tussen zender en ontvanger groter is dan zijn meer ionosfeerrefracties nodig.

## Sporadische E
Op een hoogte van 90 tot 120 km treedt sporadisch de Es-laag op. Deze treedt op willekeurige tijden, in Midden-Europa meestal overdag in de zomermaanden op en ontstaat als verschillende fysieke processen tegelijk optreden. Men vermoedt dat sporen van ioniserende gassen uit in de atmosfeer verbrandende meteorieten bijdragen aan het ontstaan van deze laag. Als de ionisatie in de Es-laag te sterk wordt dan kunnen de korte golven niet meer bij de F2-laag raken en daar teruggekaatst worden. Dit kan tijdelijk een volledige verstoring van signalen in de hele korte-golfband veroorzaken. Deze als Mögel-Dellinger-Effect bekende toestand wordt ook het dode vierde uur genoemd. In de ultrakorte golf (de FM-band) kunnen radiosignalen tijdelijk buiten hun normale bereik vallen omdat ultrakorte golven door de Es-laag gereflecteerd worden.